# رالو

رالو شهری در شهرستان پوا در استان بولکیمده در بورکینافاسوی غربی مرکزی است جمعیت آن ۲۹۱۳ نفر است.